# 아이우통 곤사우베스 다 시우바
아이우통 곤사우베스 다 시우바(포르투갈어: Aílton Gonçalves da Silva, 1973년 7월 19일, 모제이루 ~ )는 흔히 아이우통(Aílton)으로 알려진 브라질의 은퇴한 축구 공격수이다.